# Verne Edquist
Verne Edquist (nom complet Charles Verne Edquist), né le 10 janvier 1931 à Fairy Glen (Saskatchewan) et mort le 27 août 2020 à Toronto, est un accordeur et technicien spécialisé dans le réglage des pianos de concert. Il est connu pour avoir collaboré durant de nombreuses années avec le pianiste Glenn Gould, notamment sur le piano Steinway CD-318 du musicien. Au cours de sa carrière, il a également œuvré sur des pianos joués par aussi Duke Ellington, Arthur Rubinstein ou Liberace. 

## Biographie
Charles Verne Edquist est né 10 janvier 1931 à Fairy Glen, un hameau situé en Saskatchewan. Les premières années de vie sont difficiles pour l'enfant et sa famille. Son père, un immigré suédois, est renvoyé en Suède lorsque Verne Edquist est encore un enfant. De plus, la petite sœur de Verne Edquist meurt en bas âge,.
Verne Edquist né avec une cataracte congénitale aux deux yeux qui le rend quasiment aveugle. Malgré une opération qui améliore sa vue, il reste malvoyant et handicapé tout au long de sa vie,.
Après plusieurs déménagements et en plein crise de la Grande Dépression, Verne Edquist est envoyé en 1938 par sa mère dans un établissement d'éducation spécialisé à Brantford, l'école pour aveugles de l'Ontario,,. C'est dans cette école qu'il découvre le piano et l'accordage de cet instrument,. Son professeur découvre également que Verne Edquist possède l'oreille absolue,.
Verne Edquist suit des cours dans son établissement pour devenir accordeur. Conscient des capacités de l'adolescent, son professeur l'encourage dans cette voie et lui permet de travailler chez des particuliers. Verne Edquist acquiert ainsi de l'expérience et peut s'acheter ses premiers outils avec l'argent gagné,.  Une fois diplômé, il s'installe à Toronto et est engagé chez un facteur de pianos pour accorder les instruments neufs,.
Verne Edquist poursuit sa carrière dans le milieu de l'accordage et du réglage des pianos. Les premières années sont toutefois difficiles. Licencié, le jeune homme doit notamment travailler pendant un temps de manière indépendante chez les particuliers, démarchant ses clients en faisant du porte à porte.
En 1952, la situation de Verne Edquist s'améliore. Il est embauché chez le facteur Heintzman & Co et ses qualités pour l'accordage sont remarquées.
En 1961, ses aptitudes lui permettent d'être embauché et promu technicien responsable d'instruments de concert au sein de la chaîne de magasins Eaton,.
Pendant plusieurs années, Verne Edquist est sollicité pour accorder les pianos situés au domicile de Glenn Gould (notamment un Chickering de 1895 et le Steinway CD-174). Craignant la réputation d'exigence extrême du pianiste canadien, Verne Edquist refuse un temps puis finis par accepter. À partir de cette date, Verne Edquist devient le principal collaborateur de Glenn Gould pour travailler sur ses pianos. À ce titre, il est notamment en charge des réglages et de l'accordage du Steinway CD-318 de l'artiste,,.
Verne Edquist meurt le 27 août 2020 à Toronto de troubles rénaux.

## Accordeur et technicien de pianos

### Généralités
Verne Edquist disposait de facultés auditives très poussées et était reconnu par ses pairs et les musiciens pour sa capacité à trouver des réglages très précis des instruments. Outre l'oreille absolue, il était capable de reconnaître précisément les sonorités pianos de différentes marques,,. Verne Edquist était également réputé pour son travail minutieux, fin et soigneux avec les instruments.
Durant ses premières années professionnelles, Verne Edquist se construit une gamme d'outils très large. Il détourne les outils d'autres professions pour les adapter à l'accordage et au réglage des pianos. Il emprunte par exemple les outils de précisions des dentistes et des opticiens ou la pierre à savon des soudeurs qui lui sert de lubrifiant sec.
Accordeur de pianos réputé, Verne Edquist a travaillé et collaboré avec de nombreux pianistes célèbres. Outre sa collaboration et son amitié avec Glenn Gould, le canadien est connu pour son activité auprès de Duke Ellington, Arthur Rubinstein, Emil Gilels, Victor Borge ou Liberace,.

### Collaboration avec Glenn Gould
Verne Edquist se fait remarquer par Glenn Gould lorsque l'entreprise Eaton lui demande d'accorder le Chickering de 1895 en 1962. Le piano est dans un mauvais état et Verne Edquist refuse de travailler sur l'instrument. Il conseille toutefois certains travaux sur l'instrument afin de le remettre dans des conditions techniques saines,.
Pendant plusieurs années, Glenn Gould et son entourage approchent Verne Edquist afin qu'il accorde et règle les instruments du pianiste canadien.  Toutefois, craignant la réputation d'exigence extrême de Gould, l'accordeur refuse systématiquement ces offres. Toutefois, il finit par accepter de devenir l'accordeur principal de Glenn Gould, notamment après l'insistance de Steinway & Sons. La collaboration entre les deux hommes durera pendant 20 ans, jusqu'à la mort du pianiste en 1982,.
Pour ses instruments, Glenn Gould recherchait une sonorité très cristalline, à la manière d'un clavecin, que Verne Edquist parvenait à obtenir malgré l'aspect percussif du piano.
Bien que les accordeurs travaillent généralement avant les sessions d'enregistrement, Glenn Gould souhaitait que Verne Edquist reste également durant les sessions au cas où un réglage supplémentaire soit nécessaire.
Après la chute du Steinway CD-318 en 1971, Glenn Gould délaisse progressivement les instruments Steinway au profit de pianos Yamaha. L'entreprise nippone travaillant avec ses propres accordeurs et Verne Edquist désapprouvant les méthodes de fabrication et de travail suivies par Yamaha, la collaboration professionnelle entre Verne Edquist et Glenn Gould diminue à partir de cette époque,.
Les deux hommes se respectent humainement et sont également amis,. Toutefois, sur la fin de sa vie, Verne Edquist porte un regard parfois amer sur Glenn Gould, regrettant notamment le manque de reconnaissance professionnelle de la part du pianiste.

### Travail sur le Steinway CD-318
Losrque Glenn Gould commence à utiliser le CD-318 pour ses enregistrements, Verne Edquist est chargé par le musicien de régler l'instrument afin qu'il développe une sonorité plus cristalline, à la manière de celle obtenue sur le Chickering & Sons.
En 1971, le CD-318 tombe lors d'un transport,. L'instrument présente d'importants dégâts, notamment des cassures et des fissures au niveau de la table d'harmonie et du cadre,. Après une première restauration dans les ateliers new yorkais de Steinway & Sons sous la direction de Franz Mohr, le piano est racheté par Glenn Gould qui demande alors à Verne Edquist de travailler sur l'instrument pour tenter de retrouver la sonorité antérieure de l'instrument,. Malheureusement, l'accordeur canadien ne parvient pas à trouver un réglage du piano qui satisfasse pleine le pianiste,.

## Vie privée
Verne Edquist était marié. Le couple avait quatre enfants, trois garçons et une fille,.